# Medeu
Medeu er en berømt skøjte- og bandybane udenfor Almaty (tidligere Alma-Ata) i Kasakhstan. 

## Hurtigløb på skøjter
Det var verdens hurtigste skøjtebane før der kom  indendørsarenaer. EM for kvinder 1975 og 1984 blev arrangeret her, også VM 1988 for mænd.

## Bandy
Dynamo Alma-Ata blev sovjetiske mester i 1977 og 1990. Man blev også Europacupmester i 1978.
Bandy i de Asiatiske vinterlege 2011 blev afviklet her.
Medeu var hovedarena for VM i bandy 2012.